# Кубок Данії з футболу 2010—2011
Кубок Данії з футболу 2010–2011 — 57-й розіграш кубкового футбольного турніру в Данії. Титул вдруге поспіль здобув Норшелланн.

## Календар
| Раунд        | Дата                         | Матчі | Клуби    |
| ------------ | ---------------------------- | ----- | -------- |
| Перший раунд | 9-17 серпня 2010             | 48    | 108 → 60 |
| Другий раунд | 24-26 серпня 2010            | 28    | 60 → 32  |
| 1/16 фіналу  | 15-29 вересня 2010           | 16    | 32 → 16  |
| 1/8 фіналу   | 26-28 жовтня 2010            | 8     | 16 → 8   |
| 1/4 фіналу   | 9-11 листопада 2010          | 4     | 8 → 4    |
| 1/2 фіналу   | 27-28 квітня/4-5 травня 2011 | 4     | 4 → 2    |
| Фінал        | 22 травня 2011               | 1     | 2 → 1    |

## 1/16 фіналу
| Команда 1            | Рахунок | Команда 2      |
| -------------------- | ------- | -------------- |
| 15 вересня 2010      |         |                |
| Болдклуббен 1893 (3) | 0:5     | Сількеборг     |
| 22 вересня 2010      |         |                |
| Вибю (4)             | 1:4     | Копенгаген     |
| Хобро (2)            | 0:1     | Віборг (2)     |
| Бреншей (2)          | 0:1     | Відовре (2)    |
| Аведере (4)          | 2:3     | Мідтьюлланн    |
| Свенборг (3)         | 0:3     | Есб'єрг        |
| Варде (3)            | 4:2     | Брондбю        |
| Тістед (3)           | 1:3     | ГБ Кеге (2)    |
| Марієнлюст (4)       | 0:2     | Оденсе         |
| Каструп (5)          | 1:2     | Люнгбю         |
| Норвест (3)          | 1:5     | Раннерс        |
| Вестшелланн (2)      | 2:6 дч  | Горсенс        |
| Нествед (2)          | 0:1     | Ольборг        |
| Орхус (2)            | 6:3 дч  | Сківе (2)      |
| 23 вересня 2010      |         |                |
| Йоррінг (2)          | 0:1     | Норшелланн     |
| 29 вересня 2010      |         |                |
| Геллеруп (3)         | 1:2     | Фредерісія (2) |

## 1/8 фіналу
| Команда 1      | Рахунок      | Команда 2   |
| -------------- | ------------ | ----------- |
| 26 жовтня 2010 |              |             |
| ГБ Кеге (2)    | 0:4          | Мідтьюлланн |
| 27 жовтня 2010 |              |             |
| Варде (3)      | 0:1          | Орхус (2)   |
| Віборг (2)     | 1:1 пен. 4:5 | Ольборг     |
| Фредерісія (2) | 1:2          | Раннерс     |
| Відовре (2)    | 2:2 пен. 4:5 | Люнгбю      |
| Копенгаген     | 2:4          | Горсенс     |
| 28 жовтня 2010 |              |             |
| Есб'єрг        | 2:0          | Сількеборг  |
| Оденсе         | 2:3          | Норшелланн  |

## 1/4 фіналу
| Команда 1         | Рахунок | Команда 2   |
| ----------------- | ------- | ----------- |
| 9 листопада 2010  |         |             |
| Ольборг           | 0:2     | Есб'єрг     |
| 10 листопада 2010 |         |             |
| Орхус (2)         | 0:1     | Мідтьюлланн |
| 11 листопада 2010 |         |             |
| Раннерс           | 3:0     | Люнгбю      |
| Горсенс           | 0:1     | Норшелланн  |

## 1/2 фіналу
| Команда 1               | Заг.         | Команда 2 | 1-й матч | 2-й матч |
| ----------------------- | ------------ | --------- | -------- | -------- |
| 27 квітня/5 травня 2011 |              |           |          |          |
| Мідтьюлланн             | 3:3 пен. 5:4 | Есб'єрг   | 1:2      | 2:1 дч   |
| 28 квітня/4 травня 2011 |              |           |          |          |
| Норшелланн              | 1:0          | Раннерс   | 1:0      | 0:0      |

## Фінал
| 22 травня 2011 19:45 (EEST) |

| Норшелланн                      | 3:2      | Мідтьюлланн      |
| ------------------------------- | -------- | ---------------- |
| Лаван 16', 54' Крістенсен 90+1' | Протокол | Тюгесен 37', 71' |

| Паркен, Копенгаген Глядачів: 8 863 Арбітр: Клаус Бо Ларсен |